# Spy × Family Code: White
Spy × Family Code: White – japoński film animowany z 2023 roku w reżyserii Takashiego Katagiriego, wyprodukowany przez Wit Studio i CloverWorks. Produkcja oparta jest na mandze Spy × Family autorstwa Tatsuyi Endō.
Film trafił do kin w Japonii 22 grudnia 2023, natomiast premiera w Polsce odbyła się 26 kwietnia 2024.

## Fabuła
Po otrzymaniu rozkazu zastąpienia w Operacji Strix, Loid postanawia pomóc Anyi wygrać konkurs kulinarny w Akademii Eden, przygotowując ulubiony posiłek dyrektora, aby zapobiec swojemu zastąpieniu. Forgerowie decydują się na podróż do regionu, z którego pochodzi danie, gdzie uruchamiają łańcuch zdarzeń mogących potencjalnie zagrozić pokojowi na świecie.

## Obsada
| Postać                             | Seiyū             |
| ---------------------------------- | ----------------- |
| Loid Forger / Zmierzch             | Takuya Eguchi     |
| Anya Forger                        | Atsumi Tanezaki   |
| Yor Forger / Cierniowa Księżniczka | Saori Hayami      |
| Bond                               | Kenichirō Matsuda |
| Narrator                           | Kenichirō Matsuda |
| Sylvia Sherwood                    | Yūko Kaida        |
| Fiona Frost / Noc                  | Ayane Sakura      |
| Franky Franklin                    | Hiroyuki Yoshino  |
| Yuri Briar                         | Kenshō Ono        |
| Henry Henderson                    | Kazuhiro Yamaji   |
| Damian Desmond                     | Natsumi Fujiwara  |
| Becky Blackbell                    | Emiri Katō        |
| Snidel                             | Banjō Ginga       |
| Type F                             | Shunsuke Takeuchi |
| Dmitri                             | Tomoya Nakamura   |
| Luka                               | Kento Kaku        |

## Produkcja
Film został zapowiedziany 17 grudnia 2022 podczas wydarzenia Jump Festa ’23. 25 marca 2023 podczas prezentacji na AnimeJapan 2023 ogłoszono, że będzie nosił tytuł Spy × Family Code: White i zostanie wyreżyserowany przez Takashiego Katagiriego na podstawie scenariusza Ichirō Ōkouchiego, natomiast za produkcję odpowiadać będą Wit Studio i CloverWorks. 12 września 2023 poinformowano, że Tomoya Nakamura i Kento Kaku użyczą głosów oryginalnemu duetowi złoczyńców w filmie o imionach Dmitri i Luka. 22 września 2023 ogłoszono, że Banjō Ginga i Shunsuke Takeuchi zostali obsadzeni w rolach dwóch innych złoczyńców, Snidela i Type F.
30 października 2023 media społecznościowe anime opublikowały kolejny zwiastun filmu, w którym zapowiedziano, że motywem przewodnim oraz drugim motywem końcowym będzie utwór „Soulsoup” zespołu Official Hige Dandism. W dniu premiery ujawniono, że pierwszym motywem końcowym będzie piosenka „Hikari no ato” (jap. 光の跡) w wykonaniu Gena Hoshino.

## Marketing
2 lipca 2023 zapowiedziano projekt kolaboracyjny filmu z grą Street Fighter 6. Ujawniono również ilustrację narysowaną przez ilustratorkę i projektantkę Capcomu, Chisato Mitę. Dodatkowo, 4 grudnia 2023 roku na mediach społecznościowych Capcomu opublikowano animowany krótki film, w którym Yor Forger i postać Chun-Li ze Street Fighter 6 stoczyły pojedynek na planszy Suval’hal Arena. Animacja została stworzona przez Wit Studio, przy czym Shunsuke Aoki wykonał kluczową animację, a Kyōji Asano scenorys i projekty postaci. 9 stycznia 2024 Capcom ujawnił i wydał przedmioty kolaboracyjne w grze, którymi są stroje awatarów oparte na sukience Cierniowej Księżniczki Yor i charakterystycznym ciemnocyjanowym garniturze Loida Forgera. Podczas tworzenia awatarów dodano także możliwość wyboru fryzur Yor i Loida. Gracze, którzy zalogowali się w okresie kolaboracji, trwającym do 31 stycznia, otrzymali darmowe przedmioty, takie jak ramki do zdjęć, naklejki i tytuły graczy. Obszar Battle Hub został także tymczasowo przeprojektowany, aby promować film.
10 lipca 2023 ogłoszono również kolaborację z filmem Mission: Impossible – Dead Reckoning Part One. Wraz z zapowiedzią opublikowano parodię plakatu z głównymi bohaterami anime zastępującymi obsadę Mission: Impossible, a także klip z podsumowaniem Dead Reckoning Part One opowiedziany przez seiyū z Code: White. 19 grudnia 2023 zapowiedziano kolejny projekt kolaboracji, tym razem z filmem Życzenie. Tego samego dnia wydano również parodię plakatu z Anyą i Bondem, nawiązującą do japońskiego plakatu kinowego filmu Życznie, oraz połączony zwiastun.
W dniu premiery filmu dom towarowy Shibuya 109 postawił posąg Bonda Forgera w pobliżu pomnika Hachikō, który był ozdobiony słowami „Chūken Bondo” (jap. 忠犬ボンド, dosł. „wierny pies Bond”).

## Wydanie
Film został wydany w japońskich kinach 22 grudnia 2023. 9 stycznia 2024 ogłoszono, że dziewięć kin w Tokio, Kanagawie, Osace, Nagasaki i Okinawie będzie wyświetlać film z angielskimi napisami 19 stycznia.
Crunchyroll zakupiło licencję na film i wydało go w Ameryce Północnej 19 kwietnia 2024 zarówno w wersji z angielskimi napisami, jak i dubbingiem. Premiera w polskich kinach odbyła się 26 kwietnia.
Adaptacja w formie powieści została wydana 22 grudnia 2023, tego samego dnia co premiera filmu. Jej autorką jest Aya Yajima, która napisała również inną powieść Spy × Family – Portret rodzinny.
W japońskich kinach rozdystrybuowano 4 miliony broszur zatytułowanych Spy × Family Code: White Film File. Zawierały one oryginalną 8-stronicową mangę i okładkę autorstwa Tatsuyi Endō, a także wywiady z Endō, animatorami i seiyū. Od 13 stycznia 2024 rozdano 500 000 kart z ilustracjami AR narysowanymi przez Tatsuyę Endō, które zawierały kod QR pozwalający na wyświetlenie modelu 3D Anyi Forger z liniami dialogowymi.
21 grudnia 2024 film został udostępniony w serwisie Netflix w wersji z polskimi napisami.

## Odbiór
Film spotkał się z uznaniem krytyków w Japonii. W ciągu pierwszych trzech dni (od piątku 22 grudnia do niedzieli 24 grudnia) produkcja zarobiła 1,224 miliarda jenów, co zapewniło jej pierwsze miejsce w japońskim box office. Media społecznościowe anime poinformowały również, że wskaźnik zadowolenia wśród widzów wyniósł 93,6%. W drugi weekend film utrzymał swoją pierwszą pozycję, zarabiając 800 milionów jenów, a łączny przychód wyniósł 2,8 miliarda jenów. Później, 4 stycznia, poinformowano, że łączny przychód wynosił już 3,4 miliarda jenów. Od poniedziałku, 8 stycznia, w trzeci weekend, film utrzymał się na pierwszej pozycji w box office, zarabiając łącznie 4,41 miliarda jenów.
Richard Eisenbeis z Anime News Network przyznał filmowi ocenę B+, pisząc, mimo pewnych niedociągnięć w fabule z powodu „braku jakiegokolwiek wpływu na całą historię Spy × Family”, film oferuje świetne sceny akcji i zabawną komedię, będąc dobrym wprowadzeniem dla wszystkich, którzy chcą zapoznać się z serią.